# Efecto Shapiro

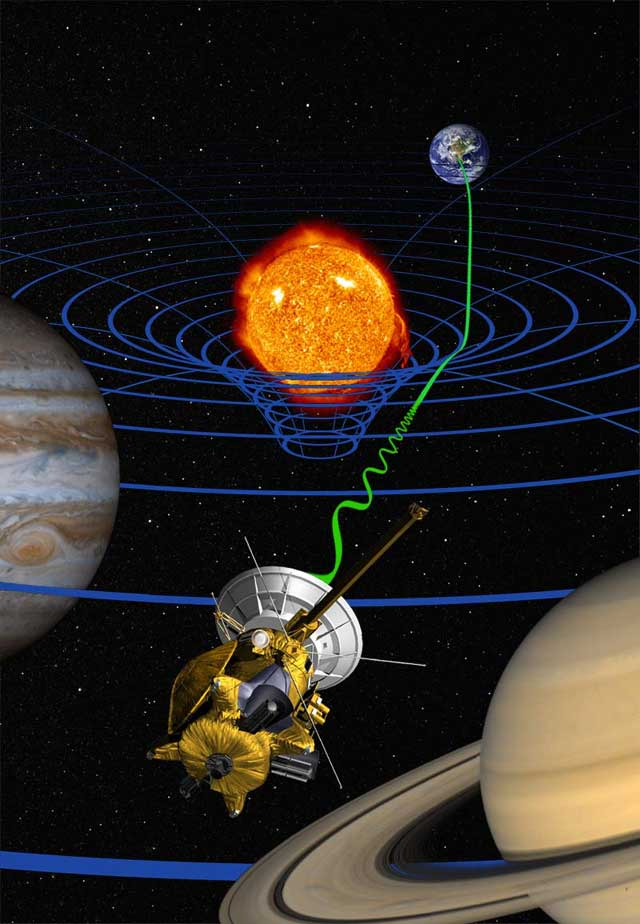
Recreación artística del efecto de la gravedad del Sol en la señales procedentes de la sonda Cassini.

El efecto Shapiro, llamado así en honor del físico Irwin Shapiro (no confundir con el físico Stuart Louis Shapiro), es un efecto resultante de la relatividad general según el cual el tiempo de llegada de una señal que se propaga en el espacio se ve afectado por la presencia de materia en su cercanía. Este efecto es la doble combinación del hecho de que la señal observada ya no se propaga en línea recta —y, por lo tanto, recorre un camino más largo de lo que sería en ausencia de masa en su proximidad— y de que el transcurso del tiempo se ve afectado por la presencia de masa.
El efecto Shapiro es un efecto elemental de la relatividad general, pero al contrario que otros efectos de este tipo —refracción de la luz, precesión del periastro, corrimiento al rojo gravitacional— no se predijo en el momento del descubrimiento de la relatividad general, alrededor de 1915, sino cerca de cincuenta años más tarde, por Irwin Shapiro en 1964.
El efecto Shapiro —dilatación gravitacional de desfases temporales— consiste en un retraso en los tiempos de llegada de los fotones que pasan cerca del Sol. Por tanto, no solo la trayectoria de la luz es desviada por el campo gravitatorio solar, sino que los fotones también son frenados.
Este efecto, nada despreciable, fue calculado y observado por primera vez por Shapiro en 1964. Su experiencia consistió en medir el tiempo de ida y vuelta de la Tierra a Mercurio de fotones de radio emitidos en nuestro planeta cuando su recorrido era próximo a la superficie solar. El menor o mayor tiempo para atravesar dicho campo está relacionado con las distancias relativas de la Tierra y Mercurio respecto al Sol.

## Medición en el sistema solar
El efecto Shapiro se puede medir en el sistema solar, especialmente mediante el estudio de los tiempos de llegada de las señales emitidas por una sonda posada en otro planeta. La primera constatación precisa de la medida del efecto Shapiro fue hecha por las sondas Viking que aterrizaron en Marte. Anteriormente, el efecto Shapiro se había detectado mediante el estudio del eco radar emitido desde la Tierra y reflejado en otro planeta. Este primer método era relativamente impreciso porque el eco recibido era extremadamente débil (10-21 W para una señal emitida de 300 kW) y por el hecho de que la superficie del planeta sobre el que se reflejaba la señal era relativamente grande. A la inversa, las señales emitidas desde una sonda en un planeta eran mucho más precisas, pero con un coste considerablemente mayor, ya que requerían el envío de dicha nave espacial a un planeta.

## Medición en púlsares binarios
También se puede detectar en un púlsar binario, donde la emisión pulsátil extremadamente regular del púlsar es modulada por el efecto Shapiro como consecuencia del desplazamiento del púlsar alrededor de su compañera. En este caso, al ser el efecto directamente proporcional a la masa de la compañera del púlsar, permite determinar la masa de este bajo determinadas condiciones. Este efecto relativista, que permite determinar la masa de una o de ambas estrellas componentes conociendo los detalles de la órbita de un sistema binario, forma parte de los parámetros post keplerianos. El efecto Shapiro en un púlsar binario fue detectado por primera vez en PSR B1913+16, en 1984, y unos años más tarde en PSR B1534+12 de manera mucho más convincente.